# Ministerstwo Transportu i Komunikacji Kazachstanu
Ministerstwo Transportu i Komunikacji Kazachstanu (kazachski: Кѕлік және коммуникация министрлігі) – ministerstwo wchodzące w skład rządu Kazachstanu w latach 1994-2014. Ministerstwo zajmowało się rozwojem państwa i jego polityką w zakresie transportu i komunikacji. W dniu 6 sierpnia 2014 roku ministerstwo zostało zlikwidowane, a jego obowiązki przeniesiono do Ministerstwa Inwestycji i Rozwoju.

## Ministrowie
| Minister            | Początek kadencji | Koniec kadencji  |
| ------------------- | ----------------- | ---------------- |
| Yerenich Kalijew    | 1997              | Wrzesień 1998    |
| Serik Burkitbajew   | Wrzesień 1998     | 2000             |
| Karim Masimow       | 2000              | Listopad 2001    |
| Ablaj Myraschmetov  | Listopad 2001     | Kwiecień 2002    |
| Kaschmurat Nagmanov | 18 maja 2002      | 25 maja 2005     |
| Askar Mamin         | Sierpień 2005     | 25 września 2006 |
| Seryk Achmetow      | 25 września 2006  | 3 marca 2009     |
| Abelgasi Kurozanow  | 3 marca 2009      | 8 kwietnia 2011  |
| Berik Kamalijew     | 12 kwietnia 2011  | 20 stycznia 2012 |
| Askar Shimagalijew  | 21 stycznia 2012  | 7 marca 2014     |
| Zhenis Kassymbek    | 7 marca 2014      | 6 sierpnia 2014  |